# Hercostomus turneri
Hercostomus turneri är en tvåvingeart som beskrevs av Grichanov 1999. Hercostomus turneri ingår i släktet Hercostomus och familjen styltflugor. Inga underarter finns listade i Catalogue of Life.